# Bioenergetică
Bioenergetica este o ramură a biochimiei și biologiei celulare care se ocupă cu studierea fluxului energiei în sistemele vii. Ca parte a cercetării biologice, bioenergetica include studiul transformărilor energiei în organismele vii și studiul unor procese celulare, precum respirația celulară și procesele enzimatice consumatoare de energie (precum consumul moleculelor de ATP). Rolul științei este de a descrie modul în care organismele vii captează și transformă energia pentru a-și îndeplini funcțiile biologice. Studierea căilor metabolice este esențială.